# متا-دی‌اوبی
متا-دی‌اوبی (به انگلیسی: Meta-DOB) با فرمول شیمیایی C۱۱H۱۶BrNO۲ یک ترکیب شیمیایی با شناسه پاب‌کم ۱۴۳۷۵۰ است؛ که جرم مولی آن ۲۷۴٫۱۵۴ g/mol می‌باشد.